# Martina Strähl
Martina Strähl (* 7. Mai 1987 in Solothurn) ist eine Schweizer Berg- und Langstreckenläuferin. Sie wurde im Jahr 2015 Weltmeisterin bei den Berglauf-Langstrecken-Weltmeisterschaften.

## Werdegang
Strähl gewann bei den Berglauf-Weltmeisterschaften 2006 erst 19-jährig die Silbermedaille, bei den Berglauf-Europameisterschaften 2009 und 2011 die Goldmedaille und bei den Berglauf-Weltmeisterschaften 2010 die Bronzemedaille.
Zudem ist sie mehrfache Schweizer Meisterin im Berglauf und Siegerin des Hochfellnberglaufs 2007.
2009 konnte sie im Rahmen des Schweizer Post-Cups drei Rennen als beste Schweizerin beenden und gewann die Gesamtwertung.
2010 konnte sie ihre ersten Erfolge auf der Bahn erzielen: Bei den Deutschen Meisterschaften im 10'000-Meter-Lauf unterbot sie die Limite für die Leichtathletik-Europameisterschaften 2010 in Barcelona, wo sie den elften Platz erreichte. Nachträglich wurden Inga Eduardowna Abitowa (Rang 2) und Meryem Erdoğan (Rang 5) wegen Verstössen gegen die Dopingbestimmungen disqualifiziert, so dass Strähl auf den neunten Platz aufrückte.
Zudem holte sie sich 2010 den Titel der Schweizer Meisterin im 5000-Meter-Lauf, welchen sie im darauf folgenden Jahr verteidigen konnte.
Im Juli 2015 gewann sie mit einem neuen Streckenrekord den Zermatt-Marathon und wurde damit Berglauf-Langdistanz-Weltmeisterin.
Am 10. September 2016 gewann sie den Jungfrau-Marathon in neuer Rekordzeit.
Beim Grand Prix von Bern (Lauf über zehn Meilen durch die Berner Innenstadt) feierte die 31-jährige Solothurnerin im Mai 2018 in 53:49,6 min, der besten je von einer Schweizerin erzielten Zeit, einen überlegenen Sieg vor Maja Neuenschwander.
Beim Marathon der Olympischen Sommerspiele 2020, der abweichend in Sapporo stattfand, kam sie als 51. ins Ziel.
Martina Strähl ist Psychologin mit Masterabschluss, arbeitet als Heilpädagogin und startet für den LV Langenthal.

## Sportliche Erfolge
| Datum/Jahr    | Rang | Wettbewerb                                | Austragungsort  | Zeit        | Bemerkung                         |
| ------------- | ---- | ----------------------------------------- | --------------- | ----------- | --------------------------------- |
| 10. Sep. 2016 | 1    | Jungfrau-Marathon                         | Berner Oberland | 03:19:15,2  | Siegerin mit neuem Streckenrekord |
| 16. Aug. 2014 | 33   | Leichtathletik-Europameisterschaften 2014 | Zürich          | 02:42:21    | Marathon                          |
| 27. Okt. 2013 | 1    | Luzern-Marathon                           | Luzern          | 02:39:14    | mit neuem Streckenrekord          |
| 28. Juli 2010 | 9    | Leichtathletik-Europameisterschaften 2010 | Barcelona       | 00:33:37,89 | über 10'000 Meter                 |

| Datum/Jahr    | Rang | Wettbewerb                                     | Austragungsort | Zeit       | Bemerkung                                                                            |
| ------------- | ---- | ---------------------------------------------- | -------------- | ---------- | ------------------------------------------------------------------------------------ |
| 23. Aug. 2015 | 1    | Weissensteinlauf                               | Weissenstein   | 01:06:49   | Sieg mit neuem Streckenrekord (14,1 km lange Strecke mit über 1000 m Höhendifferenz) |
| 4. Juli 2015  | 1    | Berglauf-Langstrecken-Weltmeisterschaften 2015 | Zermatt        | 03:21:38,4 | Berglauf-Langstrecken-Weltmeisterin im Rahmen des Zermatt-Marathon                   |
| 5. Sep. 2010  | 3    | Berglauf-Weltmeisterschaften 2010              | Kamnik         | 00:50:42   |                                                                                      |
| 12. Juli 2009 | 1    | Berglauf-Europameisterschaften 2009            | Telfes         | 00:55:39   | Die Europameisterschaft wurde im Rahmen des Schlickeralmlaufs ausgetragen.           |
| 2009          | 1    | Weissensteinlauf                               | Weissenstein   |            | Streckenrekord                                                                       |
| 30. Sep. 2007 | 1    | Hochfellnberglauf                              | Bergen         | 00:49:20,4 |                                                                                      |

(DNF – Did Not Finish)

## Persönliche Bestleistungen
- 5000-Meter-Lauf: 16:30,91 min, 17. Juli 2010 in Lugano
- 10'000-Meter-Lauf: 33:11,21 min, 1. Mai 2010 in Ohrdruf
- 10-km-Strassenlauf: 32:13 min, 8. April 2018 in Berlin (Zwischenzeit)
- Halbmarathon: 1:09:29 h, 8. April 2018 in Berlin
- Marathon: 2:28:07 h, 12. August 2018 in Berlin